# Lesebühne am Brüsseler Platz
Die Lesebühne am Brüsseler Platz war eine typische Lesebühne in Köln. Sie wurde von den Autoren Adrian Kasnitz, Enno Stahl und Achim Wagner gegründet und fand erstmals im März 2005 statt. Gelesen wurde an jedem dritten Donnerstag im Monat, zunächst bis Oktober 2007 in den Räumen der Nyland-Stiftung, nach deren Umzug seit November 2007 im Lokal Hallmackenreuther, beides am Brüsseler Platz gelegen. Von November 2008 bis Februar 2009 wurde die Reihe unter dem Titel „Lesebühne im Elektra“ in der Musikbar Elektra fortgesetzt, seit März 2009 unter dem Titel „Lesebühne Köln“ im Raketenclub. Ab Mitte 2009 war neben Enno Stahl der Autor Thomas Krüger Mitveranstalter der Reihe, die ab Juni 2010 in der Alten Feuerwache, Altstadt-Nord, veranstaltet wurde. Im Februar 2011 fand sie zum letzten Mal statt.

## Programm
Neben einem Stamm von Autoren aus dem Kölner Raum werden Autoren aus dem gesamten deutschsprachigen Raum eingeladen. Berücksichtigt werden dabei „nicht-kommerzielle, qualitativ hochwertige literarische Ansätze“.

## Autoren (Auswahl)
- Adrian Kasnitz (Veranstalter bis 2009)
- Thomas Krüger (Veranstalter)
- Enno Stahl (Veranstalter)
- Ulrich Bogislav
- Crauss
- Marcel Diel
- Guy Helminger
- Rainer Junghardt
- Agnieszka Lessmann
- Stan Lafleur
- Richard David Precht
- Achim Wagner
- Thorsten Krämer
- Holger Hegemann

## Projekte
Innerhalb der Lesereihe wurden an einzelnen Terminen Verlage aus Nordrhein-Westfalen vorgestellt (2006/2007). Dieses Projekt wurde von der SK Stiftung Kultur Köln gefördert. So bereits 2006 im März der Pendragon Verlag (Bielefeld), im April der Horlemann Verlag (Bad Honnef), im September der Rimbaud Verlag (Aachen) und im März 2007 Tisch 7 (Köln). 2010–2011 folgte die Reihe „Junge Stimmen“, bei der erfolgreiche Nachwuchs-Lyriker vorgestellt wurden, so etwa Ann Cotten, Steffen Popp, Björn Kuhligk und Monika Rinck.

## Veröffentlichungen
- Wolfgang Delseit, Adrian Kasnitz, Enno Stahl (Hrsg.): Gänsehautprothesen: eine Anthologie der „Lesebühne am Brüsseler Platz“. Nyland-Stiftung, Köln 2006, ISBN 978-3-936235-17-3.